# Zamia manicata
Zamia manicata — вид голонасінних рослин класу Саговникоподібні (Cycadopsida).

## Опис
Стовбур підземний, від кулястого до субциліндричного, 5–10 см діаметром. Листя довжиною 3–10, 0,5–2 м; черешок 0.2–1 м; хребет часто з колючками в нижній третині, з 10–30 парами листових фрагментів. Листові фрагменти клиноподібні біля основи, від гострих до загострених на верхівці, середні з них 15–35 см завдовжки, 3–7 см завширшки. Пилкові шишки від кремового до жовтувато-коричневого кольору, циліндричні, довжиною 4–6 см, 1–1,5 см діаметром; плодоніжка завдовжки 15–30 см. Жіночі стробіли від винно-червоного до темно-червоно-коричневого кольору, від циліндричних до яйцевидо-циліндричних, завдовжки 10–15 см, 4–7 см діаметром. Насіння червоне, завдовжки 1–1,5 см, 0,5–0,8 см діаметром. 2n = 18.

## Поширення, екологія
Країни зростання: Колумбія (материк); Панама. Зустрічається в первинних і вторинних лісах.

## Загрози та охорона
Землекористування, ймовірно, буде головною загрозою, але це не головна загроза в даний час.